# George Gillespie
George Gillespie (Kirkcaldy, 21 gennaio 1613 – 17 dicembre 1648) è stato un teologo scozzese.

## Biografia
George Gillespie nasce a Kirkcaldy dove suo padre, John Gillespie, era ministro di culto della Chiesa di Scozia, e studia all'Università di St. Andrews godendo di una borsa di studio della chiesa. Dopo la laurea, diventa cappellano presso la famiglia nobiliare di John Gordon, primo visconte di Kenmurel (morto nel 1634) e poi di John Kennedy, sesto conte di Cassilis. Le sue persuasioni teologiche non gli permettono di accettare la sua ordinazione da parte di un vescovo, allora indispensabile in Scozia per accedere al ministero ecclesiastico.
Nell'aprile del 1638, quando l'autorità dei vescovi era stata soppressa in Scozia, Gillespie viene ordinato ministro a Wemyss (Fife) dal presbiterio di Kirkcaldy. Nello stesso anno diventa membro del Parlamento scozzese, davanti al quale predica un sermone contro le interferenze del re in questioni ecclesiastiche. Il sermone era tanto polemico da suscitare le proteste di Argyll, l'alto commissario del re.
Nel 1640 accompagna i commissari del regno di Scozia a Londra come uno dei loro cappellani. Nel 1642 Gillespie viene trasferito a Edimburgo, ma il resto della sua vita lo passa comunque prevalentemente a Londra, dove dal 1643 è membro della Assemblea che prepara la Confessione di fede di Westminster dove occupa un ruolo importante come uno dei quattro commissari scozzesi in quell'assemblea, della quale è il membro più giovane. Interviene sulle questioni che riguardano l'ordinamento della chiesa, la disciplina e il culto, appoggiando il Presbiterianesimo in numerosi scritti polemici ed emergendo abile argomentatore.
Nel 1645 ritorna in Scozia dove si dice abbia diretto gli atti dell'Assemblea nella redazione di un direttorio per il culto. Al suo ritorno a Londra contribuisce alla stessa Confessione di fede di Westminster, specialmente il primo capitolo.
Gillespie viene eletto moderatore dell'Assemblea nel 1648, ma la sua salute gradualmente peggiora impedendogli di continuare nei suoi lavori. Muore il 17 dicembre del 1648 di tubercolosi. In riconoscimento dei servizi resi alla nazione, alla vedova ed ai suoi figli viene riconosciuto un vitalizio.
Gillespie è sepolto nel sagrato della chiesa parrocchiale di Kirkaldy in una semplice tomba.

## Opere
Uomo di notevole potenza intellettuale, Gillespie ha esercitato una notevole influenza nonostante il fatto che sia morto solo all'età di 36 anni. Era uno dei più formidabili controversialisti del tempo. La sua opera più nota è "Aaron's Rod Blossoming" (Il bastone di Aronne che germoglia), una difesa delle posizioni del partito presbiteriano. Mentre era con il conte di Cassillis egli scrive la sua prima opera A Dispute against the English Popish Ceremonies obtruded upon the Church of Scotland ("Una disputa contro le cerimonie papiste inglesi imposte alla Chiesa di Scozia") che, pubblicata poco dopo l'incidente di Jenny Geddes (ma senza il nome dell'autore) nell'estate del 1637, attrae considerevole attenzione. Entro pochi mesi dalla sua pubblicazione le autorità trovano che quest'opera tanto disturba l'opinione pubblica che, per loro ordine, tutte le copie disponibili vengono ritirate e bruciate.
Le sue pubblicazioni principali sono di carattere polemico e soprattutto avverse all'Erastianesimo:
- (EN) Three sermons against Thomas Coleman;
- (EN) A Sermon before the House of Lords (August 27th), on Matt. iii. 2, Nihil Respondem and Male Audis;
- (EN) Aaron's Rod Blossoming, or the Divine Ordinance of Church-government vindicated (1646), considerato persuasiva difesa della giurisdizione esclusivamente spitituale della chiesa.
- (EN) One Hundred and Eleven Propositions concerning the Ministry and Government of the Church (Edinburgh, 1647).

Le opere seguenti sono state pubblicate postume da suo fratello:
- (EN) A Treatise of Miscellany Questions (1649);
- (EN) The Ark of the New Testament (2 vols., 1661-1667);
- (EN) Notes of Debates and Proceedings of the Assembly of Divines at Westminster, from February 1644 to January 1645.